# Prymnetes longiventer
Prymnetes longiventer è un pesce osseo estinto, appartenente agli ittiodectiformi. Visse probabilmente nel Cretaceo inferiore (circa 130 - 110 milioni di anni fa) e i suoi resti fossili sono stati ritrovati in Messico.

## Descrizione
Questo pesce era di medie dimensioni; il solo esemplare noto è lungo circa 52 centimetri. Prymnetes possedeva un corpo allungato e slanciato, ma la testa era alta e profonda. Il muso era leggermente arrotondato, mentre gli occhi erano grandi e le fauci ampie e rivolte all'insù. La pinna dorsale era piccola, situata in posizione molto arretrata; la pinna anale, piccola e stretta, era pressoché opposta alla pinna dorsale. Le pinne pettorali erano invece lunghe e strette, mentre la pinna caudale era grande e profondamente biforcuta. Le vertebre erano dotate di profondi solchi.

## Classificazione
Prymnetes è un rappresentante degli ittiodectiformi, un gruppo di pesci teleostei tipici del Mesozoico, solitamente dalle abitudini predatorie. Prymnetes longiventer venne descritto per la prima volta da Edward Drinker Cope nel 1871, sulla base di un singolo esemplare ben conservato proveniente dal Chiapas (Messico), ma dall'attribuzione stratigrafica sconosciuta. Alcune pubblicazioni hanno ipotizzato un'attribuzione di questo reperto all'Eocene, il che renderebbe Prymnetes l'unico ittiodectiforme noto vissuto nel Terziario, ma è molto più probabile un'età cretacea per questo fossile; una pubblicazione più recente indica una probabile provenienza di inizio Cretaceo (Alvarado-Ortega et al., 2006).